# Коприєднане представлення
В математиці, коприєднане представлення {\displaystyle \mathrm {Ad} ^{*}} групи Лі {\displaystyle G} — це представлення, спряжене до приєднаного. Якщо {\displaystyle {\mathfrak {g}}} — алгебра Лі групи {\displaystyle G}, відповідна дія {\displaystyle G} на просторі {\displaystyle {\mathfrak {g}}^{*}}, спряженому до {\displaystyle {\mathfrak {g}}}, називається коприєднаною дією. З геометричної точки зору воно являє собою дію лівими зсувами на просторі правоінваріантних 1-форм на {\displaystyle G}.
Важливість коприєднаного представлення була підкреслена в роботах А. А. Кирилова, який показав, що ключову роль в теорії представлень нільпотентних груп Лі {\displaystyle G} відіграє поняття орбіти коприєднаного представлення (К-орбіти). У методі орбіт Кирилова представлення {\displaystyle G} будуються геометрично, відштовхуючись від К-орбіт. У певному сенсі останні замінюють собою класи спряженості {\displaystyle G}, які можуть бути влаштовані складним чином, у той час як працювати з орбітами порівняно просто.

## Означення
Нехай {\displaystyle G} — група Лі й {\displaystyle {\mathfrak {g}}} — її алгебра Лі, {\displaystyle \mathrm {Ad} :G\rightarrow \mathrm {Aut} ({\mathfrak {g}})} — приєднане представлення {\displaystyle G}. Тоді коприєднане представлення {\displaystyle \mathrm {Ad} ^{*}:G\rightarrow \mathrm {Aut} ({\mathfrak {g}}^{*})} означається як {\displaystyle \mathrm {Ad} _{g}^{*}:=\left(\mathrm {Ad} _{g^{-1}}\right)^{*}}. Точніше,
{\displaystyle \langle \mathrm {Ad} _{g}^{*}f,\,X\rangle =\langle f,\,\mathrm {Ad} _{g^{-1}}X\rangle ,\qquad g\in G,\quad X\in {\mathfrak {g}},\quad f\in {\mathfrak {g}}^{*},}
де {\displaystyle \langle f,X\rangle } — значення лінійного функціоналу {\displaystyle f} на векторі {\displaystyle X}.
Нехай {\displaystyle \mathrm {ad} ^{*}} — представлення алгебри Лі {\displaystyle {\mathfrak {g}}} в {\displaystyle {\mathfrak {g}}^{*}}, індуковане коприєднаним представленням групи Лі {\displaystyle G}. Тоді для {\displaystyle X\in {\mathfrak {g}}} {\displaystyle \mathrm {ad} _{X}^{*}=-\left(\mathrm {ad} _{X}\right)^{*}}, де {\displaystyle \mathrm {ad} } — приєднане представлення алгебри Лі {\displaystyle {\mathfrak {g}}}. Цей висновок може бути зроблено виходячи з інфінітезимальної форми наведеного вище означального рівняння для {\displaystyle \mathrm {Ad} ^{*}}:
{\displaystyle \langle \mathrm {ad} _{X}^{*}f,\,Y\rangle :=\left.{\frac {\mathrm {d} }{\mathrm {d} t}}\langle \mathrm {Ad} _{\exp(tX)}^{*}f,\,Y\rangle \right|_{t=0}=\left.{\frac {\mathrm {d} }{\mathrm {d} t}}\langle f,\,\mathrm {Ad} _{\exp(-tX)}Y\rangle \right|_{t=0}=\langle f,\,-\mathrm {ad} _{X}Y\rangle ,\qquad X,Y\in {\mathfrak {g}},\quad f\in {\mathfrak {g}}^{*}},
де {\displaystyle \exp } — експоненційне відображення із {\displaystyle {\mathfrak {g}}} в {\displaystyle G}.